# 소크라티스 오토

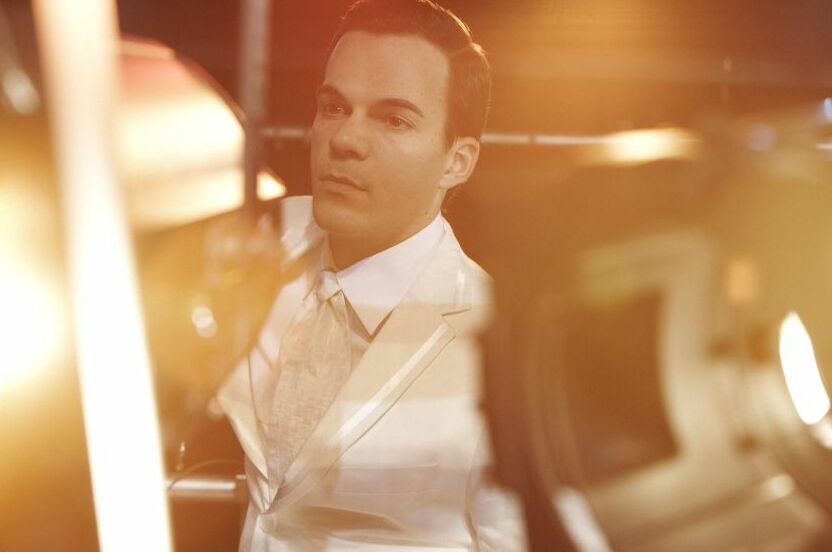

소크라티스 오토(Socratis Otto, 1970년 5월 5일 ~ )는 오스트레일리아의 배우, 영화배우, 텔레비전 배우이다.
시드니에서 태어났다.

## 영화
- 카를로타 (2014년)
- 마이 미스트리스 (2014년) - 레온 역
- 프랑켄슈타인: 불멸의 영웅 (2014년) - 주리엘 역
- 로스트 (2012년) - 짐 역
- 뷰티풀 (2009년)
- 엑스맨 탄생: 울버린 (2009년)
- 잔잔한 호수 위의 파문 (2003년)
- 매트릭스 2 - 리로디드 (2003년)
- 올 세인츠 (1998년)
- 홈 앤 어웨이 (1988년) - 로버트 로버트슨 역